# Tyrafeltet
Tyrafeltet er et producerende gas- og oliefelt, der ligger i den danske del af Nordsøen, 200 km fra Jyllands vestkyst. Feltet blev fundet i år 1968 og sat i drift i 1984. Det blev bestyret af Mærsk Oil, der havde investeret omkring 33,94 mia. kr. i feltet.[kilde mangler]
Der er 22 gasproduktionsbrønde og 29 olieproduktionsbrønde og 18 gasinjektionsbrønde. Gassen leveres i rør til Danmark og Holland. 
Reservoiret ligger på en dybde af 2.000 m i kalksten af Danien og Øvre Kridttid.
Indtil nu er der produceret 27,407 mio. m3 olie og 90,994 mia. Nm3 gas samt 46,630 mio. m3 vand. Der er injiceret 36,514 mia. Nm3 gas.
Produktionen har sænket havbunden med 5 meter, så der var fare for at platformen kunne skades i storm. I 2019-2023 lukkes feltet mens det ombygges. 50.000 ton platforme genbruges i Frederikshavn.
Lukningen afbrød også gasledningen fra Nordsøen til Danmark, så det meste fossilgas måtte importeres via Tyskland, og øgede dermed Danmarks forbrug af flydende gas (LNG) via Holland, og russisk gas. En dansk modtageterminal for LNG blev afvist som for dyr.
Danske politikere ønskede feltet genåbnet tidligere pga. høj gaspris i 2021 og 2022, men operatøren Total E&P afviste at det er teknisk muligt. Grundet tekniske problemer i 2022 var åbningen i første omgang udskudt til vinteren 2023/2024. Hovedplatformen nåede ikke at blive færdig inden den sejles fra Batam i Indonesien i september 2022, og færdiggøres når den er monteret i feltet af det store kranskib Sleipner, som er det eneste skib der kan løfte så stor vægt. Gasproduktionen åbnede gradvist fra marts 2024, og i starten af 2025 meldte operatøren at feltet er tilbage i fuld drift og kan producere mere end Danmarks gasforbrug, et par milliarder kubikmeter naturgas om året.